# اندیس خاک صنعتی توت
خاک صنعتی توت یک اندیس غیرفلزی است که در حوالی شهر اردکان استان یزد قرار دارد و مادهٔ معدنی موجود در آن، خاک صنعتی است.سنگ میزبان این اندیس سنگهای متامورف است و دیرینگی آن به دوران پالئوزوئیک می‌رسد. در این اندیس، پاراژنز‌های اسمیت زونیت یافت می‌شوند.